# Herman Melville
Herman Melville (1. srpna 1819, New York – 28. září 1891, tamtéž) byl americký pozdně romantický spisovatel a básník, jeden z nejvýznamnějších klasiků americké literatury známý především díky svému románu Bílá velryba (1851, Moby-Dick; or, The Whale).

## Život

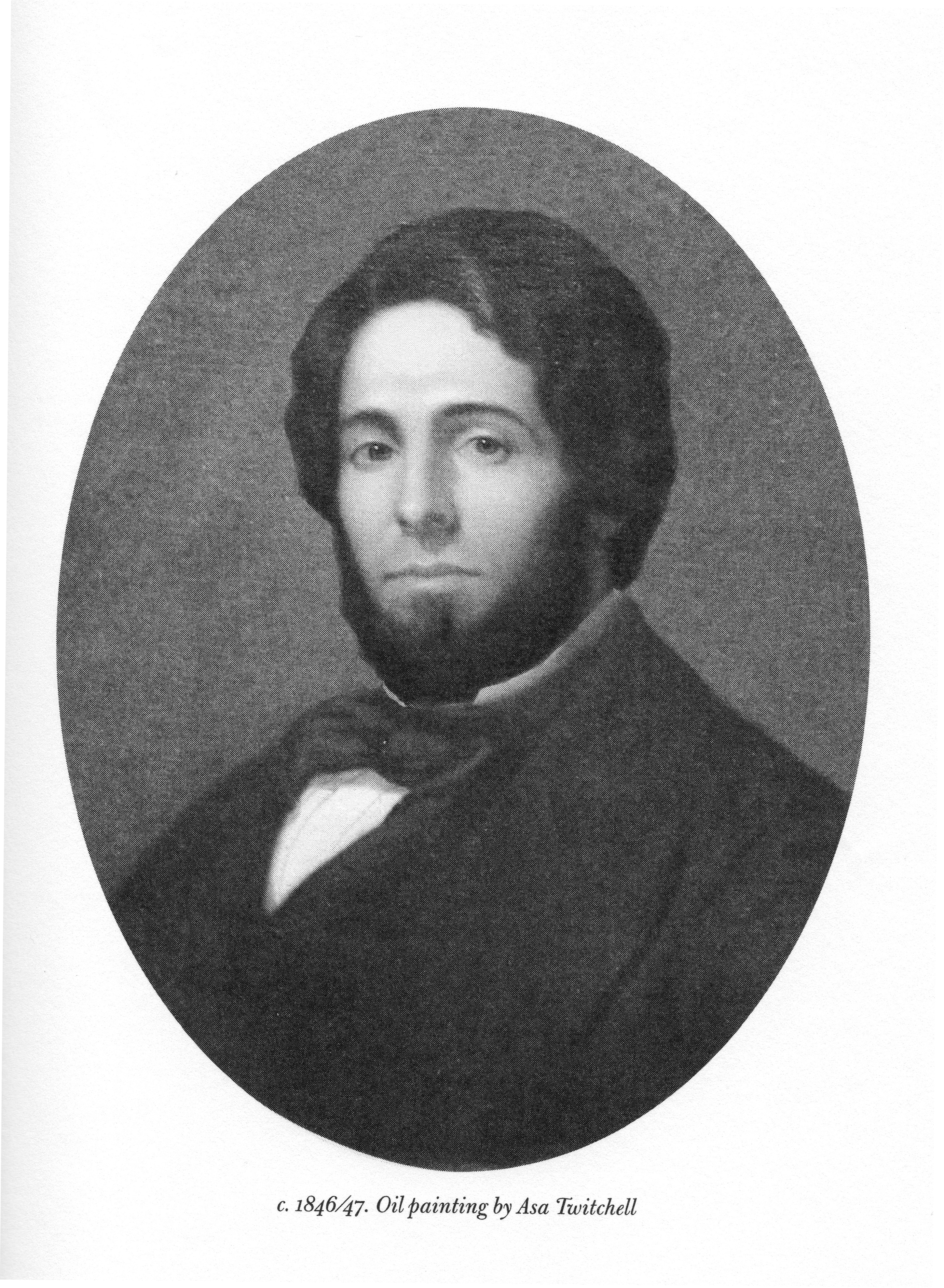
Herman Melville v letech 1846–1847.

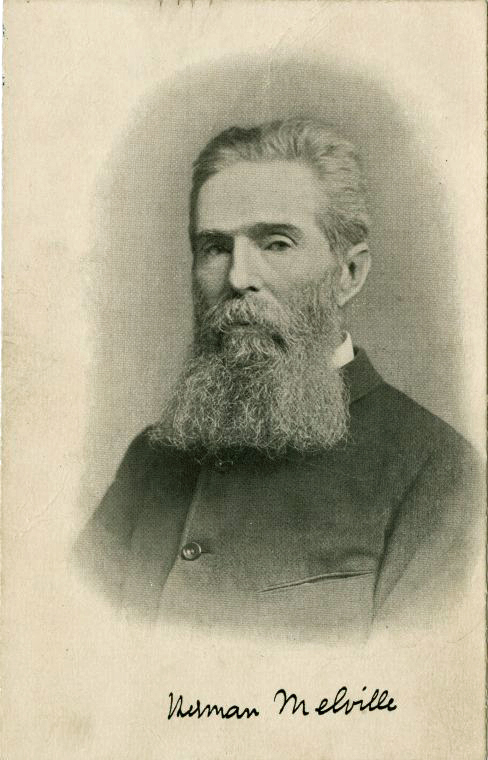
Herman Melville roku 1885.

Herman Melville se narodil v bohaté patricijské rodině jako třetí z osmi dětí. Jeho otec byl původem skotský obchodník a matka Holanďanka. V New Yorku získal Melville základní vzdělání na škole pro chlapce a poté zde od roku 1829 studoval na Grammar School of Columbia College. Otcova firma na dovoz francouzského drogistického zboží však roku 1830 zkrachovala a rodina byla donucena odstěhovat se do Albany, kde otec začal podnikat jako obchodník s kožešinami a Melville zde pokračoval ve studiu na místní akademii.
Když jeho otec roku 1831 zemřel, dostala se rodina do finančních problémů, Melville přerušil studia a pomáhal svému staršímu bratrovi, který převzal otcovo podnikání a tím i odpovědnost za rodinu. Na akademii v Albany se vrátil v roce 1835 a studoval zde antickou literaturu a filosofii.
Roku 1837 byl nucen vyhlásit úpadek i Melvillův bratr a rodina se musela přestěhovat do Lansingburghu, kde Melville studoval na místní akademii zeměměřictví, aby mohl pracovat na stavbě Erijského kanálu. Když jeho záměr nevyšel, nechal se Melville roku 1839 najmout na obchodní trojstěžník jako plavčík a absolvoval plavbu do Liverpoolu. Po návratu krátce pracoval jako učitel a stále se snažil najít stálé zaměstnání, aby pomohl své rodině, závislé na příbuzných. Když se mu to nepodařilo, nechal se v lednu roku 1841 v New Bedfordu najmout na velrybářskou loď Acushnet plavící se do jižních moří.
Na lodi sloužil osmnáct měsíců. Avšak na Markézách, pobouřen surovým a ponižujícím zacházením, z lodi zběhl na ostrov Nuku Hiva. Zde byl měsíc zajatcem lidojedů v údolí Taipi, ale podařilo se mu uprchnout na australskou velrybářskou loď. Dostal se na Tahiti a další lodí na Havajské ostrovy. Tam se přihlásil do služby na americké válečné fregatě plující do Bostonu a s tou se v říjnu roku 1844 vrátil do vlasti.
Námořnická kariéra byla pro Melvilla inspirací pro jeho literární díla. Jeho první čtenářsky atraktivní romány Typee (1846, Taipi) a Omoo (1847, Omú), čerpající z jeho autentických prožitků v jižních mořích, byly pro svou exotiku velmi dobře přijímány. Melville však stále více směřoval k textům, kde se děj stával alegorií a ve kterých se romantický námět spojoval s realistickým popisem a s úvahami o úloze člověka v rodící se moderní společnosti. Avšak jeho vrcholná tvorba z počátku padesátých nenašla zasloužené ocenění. Zejména jeho román Moby-Dick; or, The Whale (1851, Bílá velryba) je tak originální, že ve své době nenašel pochopení. Melville jej věnoval svému blízkému příteli Nathanielovi Hawthornemu, se kterým ho pojil skepticismus a neochota podbízet se literárnímu publiku.
V letech 1866–1886 pracoval Melville jako celní dozorce v newyorském přístavu. Stal se zasmušilým a samotářským a postupně byl jako spisovatel prakticky zapomenut. Ani jeho smrt ho nikomu nepřipomněla. Teprve po první světové válce byla objevena jeho zneuznaná genialita, která je připisována jen nejvyšším duchům lidstva.

## Dílo

### Romány a kratší prózy

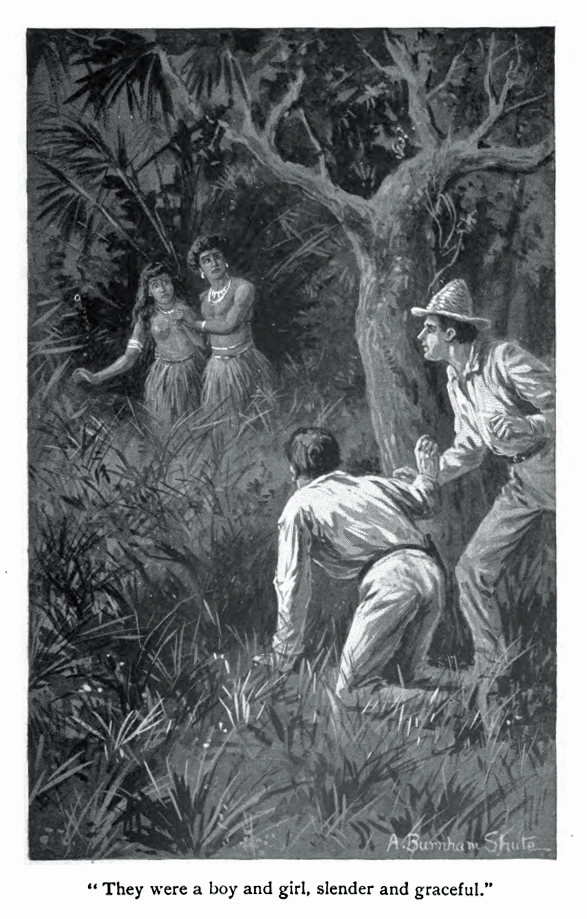
Ilustrace k románu Taipi.

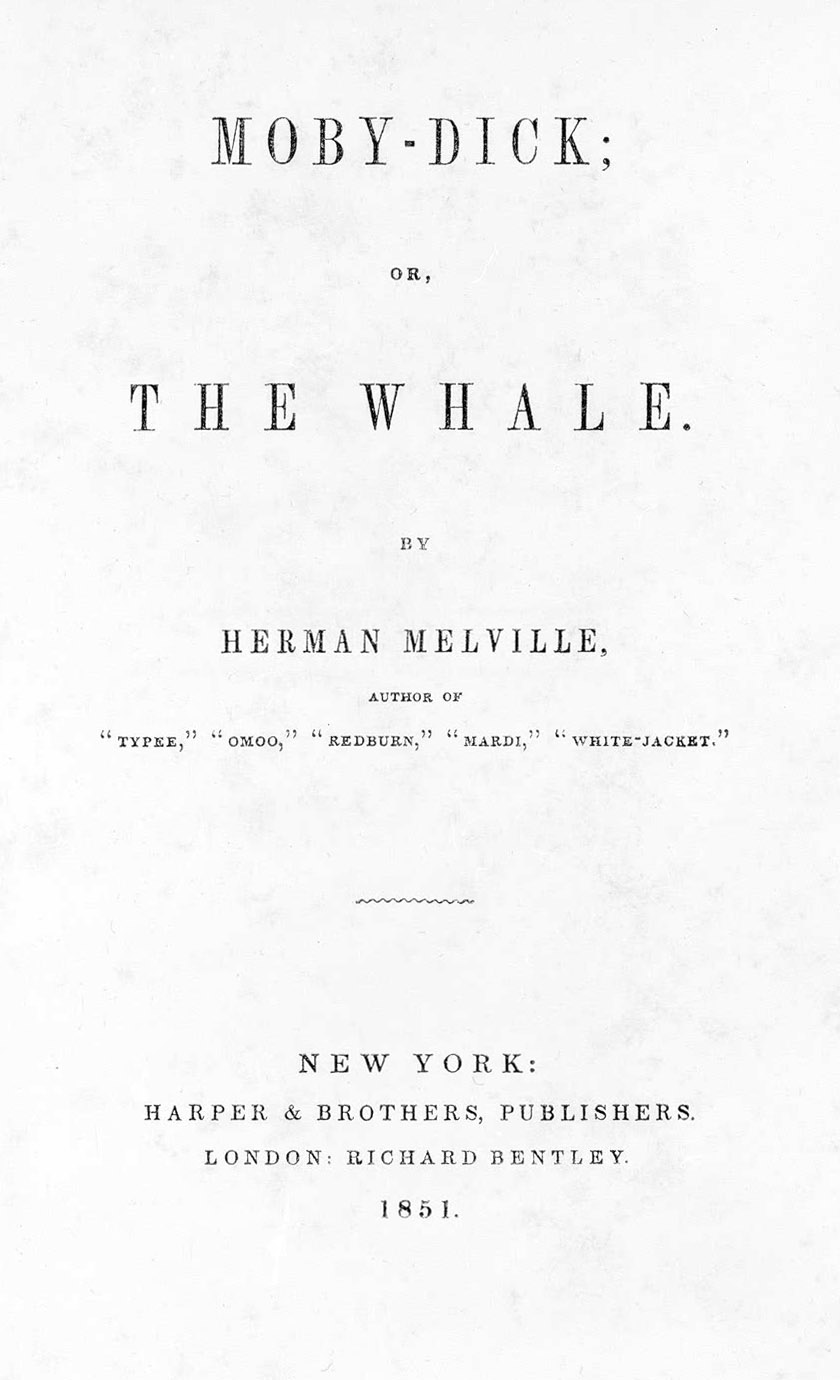
Titulní list prvního vydání románu Bílá velryba z roku 1851.

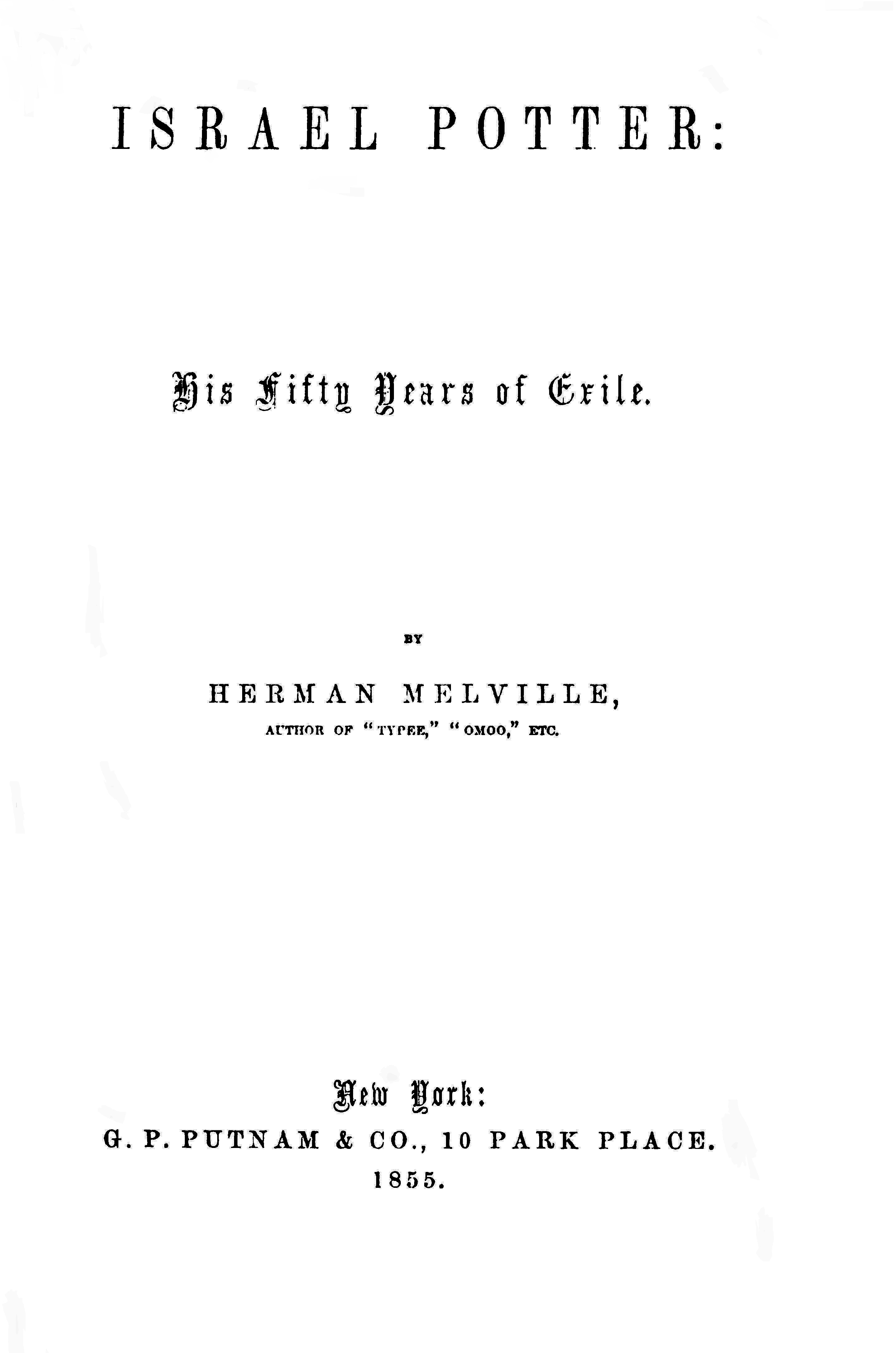
Titulní list prvního vydání románu Israel Potter z roku 1855.

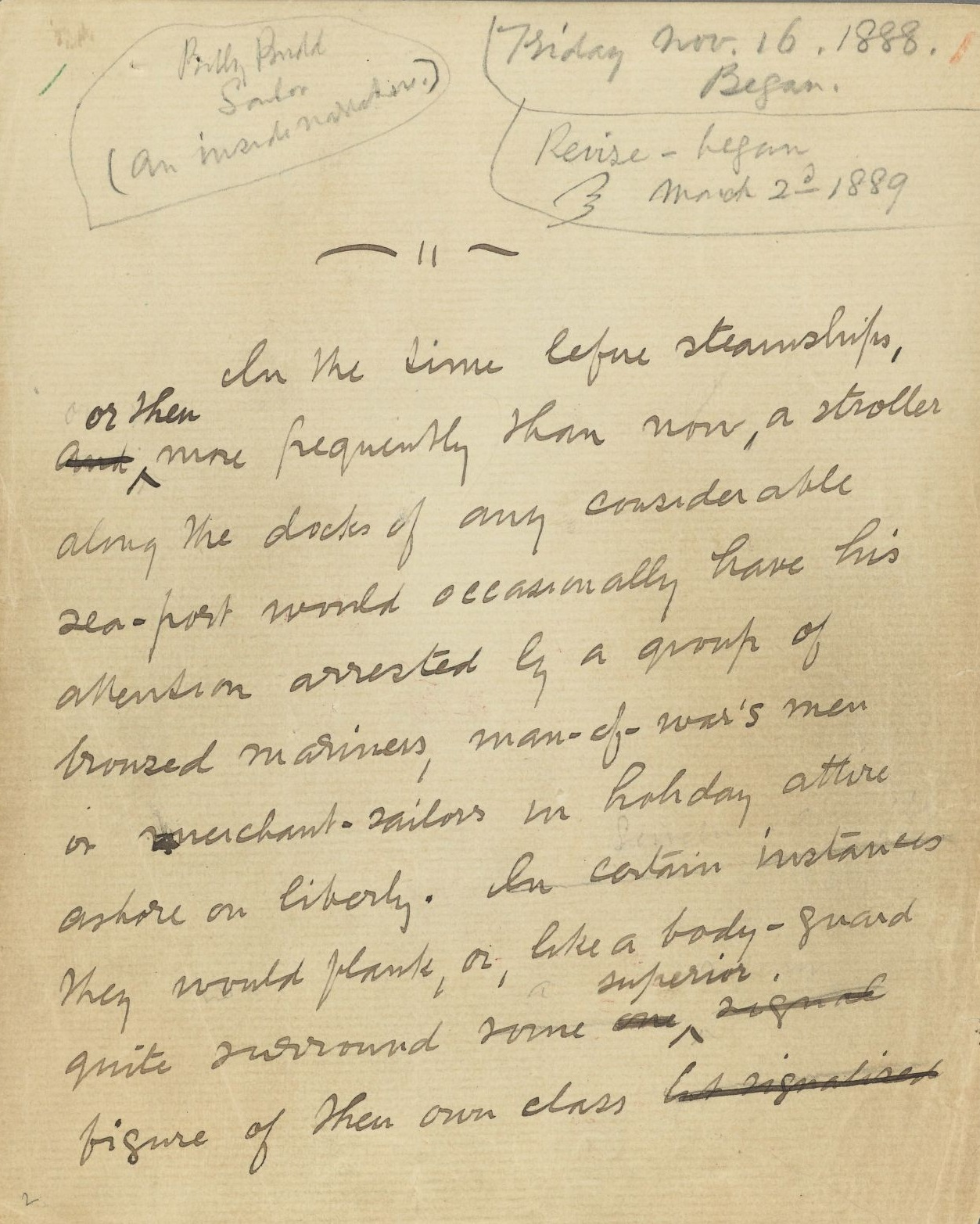
Rukopis románu Billy Budd z roku 1888.

- Typee: A Peep at Polynesian Life (1846, Taipi: pohled na polynéský život), česky též jako Ráj kanibalů, román o osudech dvou námořníků, kteří uprchnou pro surové zacházení z velrybářské lodi a prožijí několik měsíců na ostrově u domorodců. Mezi lidojedy se Melvillemu podařilo nalézt mnoho lidsky přitažlivých vlastností, na rozdíl od nelidského chování bílých obchodníků, vojáků i misionářů. Kniha také obsahuje zajímavé a barvité popisy exotické přírody a vylíčení zvyků domorodců.
- Omoo: A Narrative of Adventures in the South Seas (1847, Omú: vyprávění o dobrodružstvích v jižních mořích), česky též jako Tulák po ostrovech, román dějově navazující na Taipi a vyprávějící o životě námořníků, o přistáních v divošských a polocivilizovaných přístavech na polynéských ostrovech a o životních podmínkách pokřtěných Polynésanů. Přecházející i tento román nabízejí kromě dobrodružného děje i zamyšlení nad úlohou člověka ve společnosti a vesmíru.[2]
- Mardi, and a Voyage Thither (1849, Mardí a cesta k němu), román, který začíná jako obyčejný příběh námořníka v jižním Pacifiku, ale který je brzy naplněn filozofickými úvahami hlavních postav na pozadí vylíčení fantastického ostrova. Román nebyl kritikou příliš pochvalně přijat.
- Redburn: His First Voyage (1849, Redburn: jeho první plavba), česky jako První plavba nebo Moje první plavba, román založený na vlastních autorových zážitcích, obsahující velmi realisticky popsané zážitky plavčíka na jeho první plavbě přes oceán.
- White-Jacket; or, The World in a Man-of-War (1850, Bílá blůza aneb Svět válečné lodi), román, ve kterém autor na základě vlastních zkušeností vylíčil život na americké válečné lodi. Vylíčení krutého zacházení s obyčejnými námořníky pobouřilo veřejnost natolik, že to vedlo k reformám ve válečném loďstvu.[2]
- Moby-Dick; or, The Whale (1851, Bílá velryba), autorovo vrcholné dílo. V románu sledujeme napínavé a tragické osudy posádky lodi Pequod vedené kapitánem Achabem. Ten promění loveckou výpravu v sebevražednou honbu za obrovskou bílou velrybou, zvanou Moby Dick, jež ho před časem připravila o nohu. Dějová linie s častými biblickými motivy je přerušována rozsáhlými pasážemi o velrybách a velrybářství a především filozofickými reflexemi, věnovanými kořistnickému a destruktivnímu vztahu člověka k přírodě a jeho pachtěním za nereálnými cíli, a také vývoji společnosti, kde sociální vývoj a vědecké poznatky rozkládají navyklá mravní a ideová hodnocení. V posádce lodi Pequod, národnostně i barvou pleti různorodé, lze vidět snahu autora o zdůraznění jejich lidské (a na palubě lodi i společenské) rovnoprávnosti.[8]
- Pierre: or, The Ambiguities (1852, Pierre aneb Dvojznačnosti), rozsáhlý společenský román, plný hlubokých sond do propastí lidských duší. Mladý muž Pierre hledá životní orientaci mezi dvěma ženami, jež ho přitahují a z nichž je jedna jeho nevlastní sestra. Tímto románem se Melville stal průkopníkem moderní citové analýzy vrcholící v díle Marcela Prousta. Dílo bylo naprosto nepochopeno a odsouzeno pro jeho morálku i pro jeho styl.[2]
- Israel Potter: His Fifty Years of Exile (1855, Izrael Potter: jeho padesát let vyhnanství), v podstatě dobrodružný román z období americké války za nezávislost, který Melville napsal, aby po neúspěchu předcházejícího románu získal nějaké peněžní prostředky. Kniha je napsána podle pamětí skutečné historické postavy.[9] Potter opustí svou farmu, bojuje u Bunker Hillu a zúčastní se několika námořních bitev. Je zajat a poválečná léta prožívá v bídě mezi londýnskou chudinou. Teprve jako osmdesátiletý stařec se vrací do vlasti, kde ho ale již nikdo nezná. Jeho žádost o penzi je zamítnuta a zklamaný Potter umírá v bídě. Ideály americké revoluce mu nepřinesly lepší život.[2]
- The Piazza Tales (1856, Příběhy z náměstí), sbírka povídek a kratších próz. Měla u kritiky úspěch, ale nepomohla Melvillovi po neúspěchu jeho románů z finančních potíží. Kniha obsahuje tyto tituly:[10]
  - The Piazza (Náměstí), jediný příběh napsaný pro tuto sbírku.
  - Bartleby, the Scrivener: A Story of Wall Street (1853, Písař Bartleby: příběh z Wall Streetu), antihrdinou příběhu, předjímajícího díla Franze Kafky, je písař z právnické kanceláře Bartleby. Trpí obavami z komunikace a strachem z nemožnosti porozumění a z rizika bolestného fiaska.
  - Benito Cereno (1855), příběh vzpoury na otrokářské lodi, symbolizující boj dobra a zla. Zpracováno v Českém rozhlase Ostrava pod názvem Příběh lodi San Dominick v roce 1991 jako pětidílná četba na pokračování. Překlad Zdeněk Urbánek. Pro rozhlas připravila Helena Berková. Režie Věra Pražáková. Čtou Jiří Čapka a Otakar Prajzner.[11][12]
  - The Lightning-Rod Man (1854).
  - The Encantadas or Enchanted Isles (1854 , Encatandas aneb Okouzlené ostrovy), cestopisné a filosofické příběhy umístěné na Galapágy.
  - The Bell-Tower (1855, Zvonice).
- The Confidence-Man: His Masquerade (1857, Podvodník: jeho maškaráda), fantastická románová alegorie, ve níž plavba říčním parníkem, kde cestující nastupují a vystupují, znázorňuje běh lidského života. Podvodníkovy kejkle, převleky a masky pak představují zásahy náhody do lidských osudů.
- Billy Budd (vydáno z pozůstalosti roku 1924), poslední Melvillův román, napsaný kolem roku 1890. Dílo svědčí o tom, že ani ve stáří nedošlo u Melvilla k tvůrčímu ochabnutí. Jde o alegorický obraz boje dobra a zla. Mladý námořník Billy Budd je popraven za zabití lotra. Podle zákona je to správně, ale podle vyšší spravedlnosti neoprávněné.[2] Podle románu zkomponoval Benjamin Britten roku 1951 operu.

### Básně
- Battle Pieces and Aspects of the War (1866), básně o americké občanské válce,
- Clarel: A Poem and Pilgrimage in the Holy Land (1876, Clarel: Báseň a pouť do Svaté země), rozsáhlý epos líčící příběh mladého studenta teologie, jehož víra začíná ochabovat. Aby ji upevnil, cestuje do míst spojených se životem Ježíše Krista. Epos je rozdělen do čtyř částí: Jerusalem (Jeruzalém), The Wilderness (Pustiny), Mar Saba a Bethlehem (Betleém).[13]
- John Marr and Other Sailors (1888, John Marr a jiní námořníci), sbírka devatenácti básní.
- Timoleon (1891), sbírka čtyřiceti tří básní.
- Weeds and Wildings, with a Rose or Two (vydáno z pozůstalosti roku 1924), sbírka básní věnovaná autorově ženě.[14]

### Eseje
- Fragments from a Writing Desk (1839, Zlomky z psacího stolu),
- Etchings of a Whaling Cruise (1847, Rytiny z velrybářské plavby),
- Authentic Anecdotes of 'Old Zack' (1847), esej ironizující Zachary Taylora.
- Cooper's New Novel (1849, Cooperův nový román),
- Hawthorne and His Mosses (1850, Hawthorne a jeho mechy), esej o knize Nathaniela Hawthorneho Mechy z Old Manse.

## Filmové adaptace
- The Sea Beast (1926, Mořská bestie), americký němý film podle románu Bílá velryba, režie Millard Webb, v roli kapitána Achaba John Barrymore.
- Moby Dick (1930, Bílá velryba), americký film, režie Lloyd Bacon, v roli kapitána Achaba John Barrymore.
- Omoo (1949, Omú), americký film, režie Leon Leonard.
- Moby Dick (1954, Bílá velryba), americký film, režie Albert McCleery, v roli kapitána Achaba Victor Jory.
- Billy Budd (1955), kanadský televizní film
- Moby Dick (1956, Bílá velryba), americký film, režie John Huston, scénář Ray Bradbury, v roli kapitána Achaba Gregory Peck.
- Enchanted Island (1958, Kouzelný ostrov), americký film podle románu Taipi, režie Allan Dwan.
- Billy Budd (1962), britský film, režie Peter Ustinov.
- Benito Cereno (1969), francouzský film, režie Serge Roullet.
- Bartleby (1972), britský film, režie Anthony Friedman.
- Bartleby (1976), francouzský film, režie Maurice Ronet.
- Billy Budd (1988), britský televizní film, režie Barrie Gavin, zfilmovaná opera Benjamina Brittena.
- Moby Dick (1998, Bílá velryba), americký televizní film, režie Franc Roddam, v roli kapitána Achaba Patrick Stewart.
- Billy Budd (1998), americký televizní film, zfilmovaná opera Benjamina Brittena.
- Pola X (1999), francouzský film podle románu Pierre aneb Dvojznačnosti, režie Leos Carax.
- Bartleby (2001), americký film, režie Jonathan Parker.
- Moby Dick (2010, Bílá velryba), německý dvoudílný televizní film, režie Mike Barker, v roli kapitána Achaba William Hurt.

## Česká vydání
- Bílá velryba, Družstevní práce, Praha 1933, přeložil Emanuel Vajtauer.
- Ráj kanibalů, Orbis, Praha 1941, přeložil Theodor Hejl, znovu 1946.
- Bílá velryba, Školní nakladatelství pro Čechy a Moravu, Praha 1941, přeložil Arnošt Ondrůj, úprava pro mládež, znovu Státní nakladatelství, Praha 1945 a 1949.
- Bílá velryba, Vyšehrad, Praha 1941, pro mládež upravil Karel Vach.
- Bílá velryba, Družstevní práce, Praha 1947, přeložil Stanislav Václav Klíma.
- Tulák po ostrovech, Svoboda, Praha 1948, přeložil Theodor Hejl.
- Má první plavba, Práce, Praha 1949, přeložil Theodor Hejl.
- Izrael Potter, SNKLHU, Praha 1955, přeložila Marie Kornelová, znovu Práce, Praha 1958.
- Taipi, Práce, Praha 1956, přeložila Jiřina Hauková, znovu 1960 a 1978.
- Bílá velryba, SNKLHU, Praha 1956, přeložili Stanislav Václav Klíma a Marie Kornelová, znovu Odeon, Praha 1968 a 1975. Praha 1996.
- Omú, Práce, Praha 1958, přeložili Zdeněk Kiršner a Jiřina Hauková.
- První plavba, SNDK, Praha 1965, přeložila Jarmila Rosíková.
- Billy Budd; Benito Cereno, Vyšehrad, Praha 1978, přeložili Jiří Munzar a Eva Kondrysová.
- Písař Bartleby, Odeon, Praha 1990, přeložil Radoslav Nenadál, znovu Garamond, Praha 2006.
- Bílá velryba, Moby Dick, Praha 1996, přeložili Stanislav Václav Klíma a Marie Kornelová, znovu Levné knihy KMa, Praha 2005.
- Ráj kanibalů, Alpress, Frýdek-Místek 2008, přeložila Jiřina Hauková.

## Zajímavosti
- Herman Melville je praprapraprastrýcem amerického zpěváka Richarda Melville Halla, známého především jako Moby. Právě po Hermanově knize Moby Dick si Richard Melville Hall svou přezdívku zvolil.